# Manuel Amoros
Manuel Amoros (ur. 1 lutego 1962 w Nîmes) – francuski piłkarz występujący na pozycji obrońcy. Z reprezentacją Francji zdobywca mistrzostwa Europy w 1984 roku i brązowego medalu Mistrzostw Świata 1986. W latach 2012–2013 był selekcjonerem reprezentacji Beninu.

## Kariera piłkarska
W drużynie narodowej zadebiutował w wieku dwudziestu lat 23 lutego 1982 roku w towarzyskim meczu z Włochami. Kilka miesięcy później selekcjoner Michel Hidalgo włączył go do kadry jadącej na mistrzostwa świata. W 1984 roku 22-letni Amoros miał być liderem formacji defensywnej Trójkolorowych w czasie mistrzostw Europy, ale już w pierwszym meczu – z Danią – otrzymał czerwoną kartkę. Zastąpił go Jean-François Domergue, który właśnie wtedy przeżywał swoje najlepsze piłkarskie dni. W efekcie Amoros zagrał jedynie 105 minut w czasie tego turnieju. Dwa lata później był już podstawowym zawodnikiem drużyny narodowej, która na Mundialu 1986 zdobyła brązowy medal.
W latach 1982–1992 w reprezentacji rozegrał 82 mecze i strzelił 1 gola.

## Sukcesy piłkarskie
- mistrzostwo Francji 1982 i 1988 oraz Puchar Francji 1985 z AS Monaco
- mistrzostwo Francji 1990, 1991 i 1992, finał Pucharu Francji 1991 oraz finał Pucharu Mistrzów 1991 z Olympique Marsylia
- mistrzostwo Europy 1984, III miejsce na Mundialu 1986 oraz IV miejsce na Mundialu 1982 z reprezentacją Francji

W pierwszej lidze francuskiej rozegrał 429 meczów.